# Wunder der Tiefe 3D
Wunder der Tiefe 3D ist ein 3D-Film von Warner Brothers aus dem Jahr 2006 und handelt vom Leben unter dem Meer. Die Dokumentation entstand unter der Regie von Howard Hall, der zuvor schon viele Unterwasser-Filme gedreht hatte. Der Film wird von den Schauspielern Johnny Depp und Kate Winslet erzählt, die bereits bei Wenn Träume fliegen lernen zusammenarbeiteten.

## Handlung
Der Film zeigt das Leben unter der Wasseroberfläche. In 3D werden gefährliche und farbenprächtige Kreaturen der Unterwasserwelt gezeigt und deren Leben nähergebracht. Begleitet wird der Film von Johnny Depp und Kate Winslet.

## Kritik
Laura Kern lobte in der New York Times die atemberaubende Art und Weise, mit der einem das Unterwasserleben nahegebracht werde, bemängelte jedoch die „schwunglosen Erzähler“ Johnny Depp und Kate Winslet.